# Voodoo (actor)
Voodoo (Toronto, Canadá - 24 de septiembre de 1977) nacido como Alexandre Boisvert y en ocasiones bajo el pseudónimo de Alex Torres, es un actor de cine pornográfico franco-canadiense. Es hermano menor del también actor porno Franco Del Torro.

## Carrera
En septiembre de 1999, Voodoo y un amigo salieron de Canadá y comenzaron un viaje por carretera en motocicleta por los Estados Unidos. En octubre de 1999 comenzó a trabajar como actor de cine pornográfico después de llegar a California, sin dinero, se puso en contacto con Vivid Entertainment, y se dirigió a Jim South
En diciembre de 2012, Voodoo y la actriz porno Karlie Montana lanzó el reality porno en el sitio web MiPhoneSex.com de XXXFastPass Network. Voodoo hizo una aparición como invitado en The Todd Shapiro Show en mayo de 2016, para hablar sobre su carrera en el porno.

## Vida personal

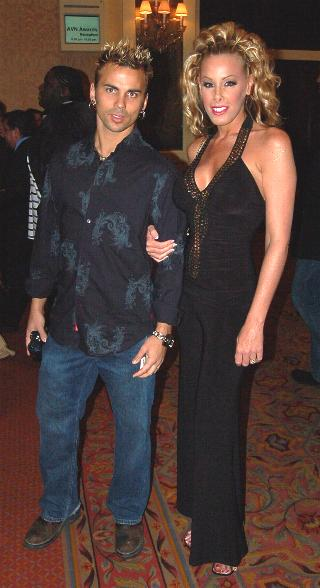
Porn stars Voodoo y Nicole Sheridan en el 2006 AVN Award ceremony.

Voodoo se casó con la actriz porno Nicole Sheridan en octubre de 2000. Durante su matrimonio y carrera porno, siempre trabajaron juntos, incluso durante escenas en grupo, también utilizaban condones con todo el mundo, excepto el uno al otro; su matrimonio duró 10 años.
Voodoo trabajaba los fines de semana a tiempo parcial como instructor en Skydive Taft hasta octubre del 2011, cuando fue despedido después de que se descubrió que le robó a la empresa por no pagar por una experiencia de paracaidismo y por comportarse inapropiadamente en horas de trabajo, por el encuentro sexual grabado con la recepcionista Hope Howell, mientras volaba en una sesión de paracaidismo en el condado de Kern, California. La Administración Federal de Aviación (FAA) investigó el incidente y encontraron que no violaron las normas de la FAA, porque la ''proeza'' realizada no interferia con la capacidad del piloto para volar el avión. Según Howell, el propósito de la maniobra fue captar la atención de Howard Stern, y aparecen en Stern's radio show.

## Premios y nominaciones
| Año  | Ceremonia  | Resultado | Categoría                          |
| ---- | ---------- | --- | ---------------------------------- |
| 2001 | AVN Award  | Best Couples Sex Scene- Video (with Ginger Paige) | Dark Angels                        |
| 2001 | AVN Award  | Best Couples Sex Scene- Video (with Ginger Lynn) | New Wave Hookers 6                 |
| 2001 | XRCO Award | Mejor Nuevo Semental |                                    |
| 2002 | AVN Award  | Mejor escena de sexo anal - Película (con Nicole Sheridan) | Taboo 2001                         |
| 2002 | AVN Award  | Mejor escena de sexo en grupo - Video (con Nicole Sheridan & Joel Lawrence) | Cellar Dweller 4                   |
| 2003 | AVN Award  | Mejor Escena de sexo en grupo– Película (con Jessica Drake & Nicole Sheridan) | Falling From Grace                 |
| 2003 | XRCO Award | Escena de sexo a tres vías (with Jessica Drake & Nicole Sheridan) | Falling From Grace                 |
| 2004 | AVN Award  | Mejor escena de sexo en pareja – Video (con Nicole Sheridan) | Fetish: The Dream Scape            |
| 2005 | AVN Award  | Mejor escena de sexo oral – Film (con Jessica Drake, Chris Cannon & Cheyne Collins) | The Collector                      |
| 2005 | AVN Award  | Mejor escena de exo en pareja – Video (con Nicole Sheridan) | Hustler Centerfolds                |
| 2005 | XRCO Award | Escena de Sexo - Parejas (con Nicole Sheridan) | Hustler Centerfolds                |
| 2006 | AVN Award  | Mejor escena de sexo en grupo – Película (con Alexis Amore & Nicole Sheridan) | Sentenced                          |
| 2006 | XRCO Award | Best On-Screen Couple (with Nicole Sheridan) | Just One Look                      |
| 2007 | AVN Award  | Mejor escena de sexo en grupo – Video (con Belladonna, Melissa Lauren, Jenna Haze, Gianna Michaels, Sandra Romain, Adrianna Nicole, Flower Tucci, Sasha Grey, Nicole Sheridan, Marie Luv, Caroline Pierce, Lea Baren, Jewell Marceau, Jean Val Jean, Christian XXX, Chris Charming, Erik Everhard, Mr. Pete, Rocco Siffredi) | Fashionistas Safado: The Challenge |
| 2008 | AVN Award  | Mejor Actro, Video | Insertz                            |
| 2009 | AVN Award  | Mejor Actor de Reparto | The Wicked                         |
| 2009 | AVN Award  | No reconocido Artista Masculino del Año |                                    |
| 2010 | AVN Award  | Mejor Actor | The Cougar Hunter                  |
| 2010 | XBIZ Award | Actor Masculino del Año | The Cougar Hunter                  |
| 2011 | AVN Award  | Mejor Escena a tres vías (G/G/B) (with Sunny Leone & Daisy Marie) | Sunny’s B/G Adventure              |
| 2013 | AVN Award  | Mejor escena de sexo chico/chica (with Samantha Saint) | The Insatiable Miss Saint          |
| 2013 | AVN Award  | Mejor escena de sexo chico/chica (con Riley Reid) | Ultimate Fuck Toy: Riley Reid      |
| 2013 | AVN Award  | Mejor escena de doble penetración (con Alexis Ford & Chris Strokes) | Alexis Ford Darkside               |
| 2013 | AVN Award  | Mejor Escena a tres vías (B/B/G) (con Samantha Saint & James Deen) | The Insatiable Miss Saint          |
| 2013 | AVN Award  | Best Three-Way Sex Scene (B/B/G) (con Abella Anderson & Chris Strokes) | Ultimate Fuck Toy: Abella Anderson |
| 2014 | AVN Award  | Actor del Año no Reconocido |                                    |